# Cridaner de coroneta bruna
El cridaner de coroneta bruna (Pomatostomus superciliosus) és un ocell de la família dels pomatostòmids que viu en zones àrides i boscos d'eucaliptus de la meitat sud d'Austràlia.